# Fashion Star (seconda stagione)
La seconda e ultima stagione di Fashion Star è andata in onda a partire dall'8 marzo 2013 al 10 maggio 2013, in Italia invece è andata in onda dal novembre 2013. Louise Roe ha sostituito Elle Macpherson nella presentazione del programma. In questa serie i mentori Jessica Simpson, Nicole Richie e John Varvatos, che nell'edizione precedente lavoravano con tutti i concorrenti, aiutano solamente quattro degli stilisti. I compratori di questa edizione erano: Macy's, Saks Fifth Avenue ed Express che ha sostituito H&M tra i compratori. Il vincitore della competizione è stata Hunter Bell che si è portata a casa un contratto da 3 milioni di dollari con tutti e tre i compratori.
Mentre in America ad ogni puntata viene dato un titolo, in Italia, invece, ci si riferisce alla puntata con il suo numero in serie.

## Concorrenti
L'elenco qui sotto mostra i 12 concorrenti che hanno preso parte alla concorrenza:
| Stilisti                        | Età   | Città                      |
| ------------------------------- | ----- | -------------------------- |
| Hunter Bell                     | 32    | Florence, Carolina del Sud |
| Cassandra Hobbins               | 31    | Edmonton, Canada           |
| Daniel Silverstein              | 24    | Brooklyn, New York         |
| Garrett Gerson JesseRay Vasquez | 32 28 | Malibù, California         |
| Silvia Argüello                 | 38    | Milano, Italia             |
| Johana Hernandez                | 26    | Compton, California        |
| Amber Perley                    | 30    | Austin, Texas              |
| Brandon Scott                   |       | Los Angeles, California    |
| Priscilla Barroso               | 31    | Austin, Texas              |
| David Appel                     |       | Los Angeles, California    |
| Tori Nichel                     |       | New York                   |
| Bret Young                      |       | Los Angeles, California    |

## Tabella eliminazione
| Piazzamento** | Concorrente                     | Episodio 1 | Episodio 2 | Episodio 3 | Episodio 4 | Episodio 5 | Episodio 6 | Episodio 7 | Episodio 8 | Episodio 9 | Episodio 10 | Soldi guadagnati |
| ------------- | ------------------------------- | ---------- | ---------- | ---------- | ---------- | ---------- | ---------- | ---------- | ---------- | ---------- | ----------- | ---------------- |
| 1             | Hunter Bell                     | VENDUTO    | VENDUTO    | VENDUTO    | VENDUTO    | VENDUTO    | VENDUTO    | VENDUTO    | ULTIMI 2   | VENDUTO    | VINCITRICE  | $4.160.000       |
| 2             | Cassandra Hobbins               | SALVA      | VENDUTO    | VENDUTO    | VENDUTO    | VENDUTO    | VENDUTO    | ULTIMI 2   | VENDUTO    | VENDUTO    | SECONDA     | $695.000         |
| 3             | Daniel Silverstein              | VENDUTO    | VENDUTO    | SALVO      | SALVO      | VENDUTO    | ULTIMI 3   | VENDUTO    | VENDUTO    | VENDUTO    | TERZO       | $925.000         |
| 4             | Garrett Gerson JesseRay Vasquez | ULTIMI 2   | VENDUTO    | VENDUTO    | VENDUTO    | VENDUTO    | ULTIMI 3   | VENDUTO    | VENDUTO    | ELIMINATI  |             | $695.000         |
| 5             | Silvia Argüello                 | VENDUTO    | VENDUTO    | VENDUTO    | VENDUTO    | VENDUTO    | VENDUTO    | VENDUTO    | ELIMINATA  |            |             | $855.000         |
| 6             | Johana Hernandez                | VENDUTO    | VENDUTO    | ULTIMI 3   | VENDUTO    | VENDUTO    | VENDUTO    | ELIMINATA  |            |            |             | $670.000         |
| 7             | Amber Perley                    | VENDUTO    | VENDUTO    | VENDUTO    | ULTIMI 2   | ULTIMI 2*  | ELIMINATA  |            |            |            |             | $440.000         |
| 8             | Brandon Scott                   | VENDUTO    | SALVO      | VENDUTO    | VENDUTO    | ELIMINATO  |            |            |            |            |             | $300.000         |
| 9             | Priscilla Barroso               | VENDUTO    | SALVA      | ULTIMI 3   | ELIMINATA  |            |            |            |            |            |             | $80.000          |
| 10            | David Appel                     | SALVO      | ULTIMI 2   | ELIMINATO  |            |            |            |            |            |            |             | $0               |
| 11            | Tori Nichel                     | SALVA      | ELIMINATA  |            |            |            |            |            |            |            |             | $0               |
| 12            | Bret Young                      | ELIMINATO  |            |            |            |            |            |            |            |            |             | $0               |

(*) La concorrente nonostante avesse ricevuto un'offerta, è stata considerata tra i due peggiori della puntata
     Il concorrente fa parte del team di Nicole
     Il concorrente fa parte del team di Jessica
     Il concorrente fa parte del team di John
     (VINCITORE) Il concorrente ha vinto lo show
     (SECONDO) Il concorrente si è piazzato al secondo posto
     (TERZO) Il concorrente si è piazzato al terzo posto
     (SALVO) I concorrenti hanno accesso alla finale
     (VENDUTO) I concorrenti hanno venduto durante la puntata
     (ULTIMI 4) Il concorrente era tra gli ultimi quattro, ma non è stato eliminato
     (ULTIMI 2(3)) I concorrenti erano tra gli ultimi due o tre, ma non sono stati eliminati
     (ELIMINATO) I concorrenti che sono stati eliminati.

## Episodi
| nº | Titolo originale         | Titolo italiano | Prima TV USA   | Prima TV Italia  |
| -- | ------------------------ | --------------- | -------------- | ---------------- |
| 1  | Showstoppers             | Episodio 1      | 8 marzo 2013   | 27 novembre 2013 |
| 2  | Sex Sells                | Episodio 2      | 15 marzo 2013  | 4 dicembre 2013  |
| 3  | Something for Everyone   | Episodio 3      | 22 marzo 2013  | 11 dicembre 2013 |
| 4  | It's Getting Hot in Here | Episodio 4      | 29 marzo 2013  | 18 dicembre 2013 |
| 5  | It Takes Two             | Episodio 5      | 5 aprile 2013  | 25 dicembre 2013 |
| 6  | Buyer's Choice           | Episodio 6      | 12 aprile 2013 | 1º gennaio 2014  |
| 7  | Night Out on The Town    | Episodio 7      | 19 aprile 2013 | 8 gennaio 2014   |
| 8  | His and Hers             | Episodio 8      | 26 aprile 2013 | 16 gennaio 2014  |
| 9  | Trending Now-and-Then    | Episodio 9      | 3 maggio 2013  | 23 gennaio 2014  |
| 10 | Finale                   | Episodio 10     | 10 maggio 2013 | 30 gennaio 2014  |

### Episodio 1
Titolo originale:Showstoppers
In questa prima sfida agli stilisti è chiesto di creare un capo che sia un must delle loro collezioni.
| Compratori        | Concorrenti | Concorrenti | Concorrenti | Concorrenti | Concorrenti | Concorrenti | Concorrenti | Concorrenti | Concorrenti  | Concorrenti  | Concorrenti      | Concorrenti  |
| Compratori        | Team Nicole | Team Nicole | Team Nicole | Team Nicole | Team John   | Team John   | Team John   | Team John   | Team Jessica | Team Jessica | Team Jessica     | Team Jessica |
| Compratori        | Priscilla   | Johana      | Daniel      | Bret        | Silvia      | Amber       | Cassandra   | Brandon     | Tori         | Hunter       | Garrett JesseRay | David        |
| Macy's            | $80.000     | $55.000     | No offerte  | No offerte  | No offerte  | $70.000     | No offerte  | $120.000    | No offerte   | $50.000      | No offerte       | No offerte   |
| Saks Fifth Avenue | No offerte  | No offerte  | $150.000    | No offerte  | $75.000     | $75.000     | No offerte  | No offerte  | No offerte   | $200.000     | No offerte       | No offerte   |
| Express           | No offerte  | $50.000     | No offerte  | No offerte  | No offerte  | $175.000    | No offerte  | No offerte  | No offerte   | $200.000     | No offerte       | No offerte   |

- Miglior vendita: $200.000 (Hunter per Saks Fifth Avenue)
- Concorrente eliminato: Bret Young

### Episodio 2
Titolo originale:Sex Sells
Gli stilisti devono realizzare dei modelli che siano sexy.
| Compratori        | Concorrenti | Concorrenti | Concorrenti | Concorrenti | Concorrenti | Concorrenti | Concorrenti | Concorrenti  | Concorrenti  | Concorrenti      | Concorrenti  | Concorrenti |
| Compratori        | Team Nicole | Team Nicole | Team Nicole | Team John   | Team John   | Team John   | Team John   | Team Jessica | Team Jessica | Team Jessica     | Team Jessica |             |
| Compratori        | Priscilla   | Johana      | Daniel      | Silvia      | Amber       | Cassandra   | Brandon     | Tori         | Hunter       | Garrett JesseRay | David        |             |
| Macy's            | No offerte  | $110.000    | $95.000     | No offerte  | No offerte  | No offerte  | No offerte  | No offerte   | No offerte   | $140.000         | No offerte   |             |
| Saks Fifth Avenue | No offerte  | No offerte  | No offerte  | $50.000     | No offerte  | $55.000     | No offerte  | No offerte   | $50.000      | $50.000          | No offerte   |             |
| Express           | No offerte  | $125.000    | $60.000     | No offerte  | $60.000     | No offerte  | No offerte  | No offerte   | $75.000      | $125.000         | No offerte   |             |

- Miglior vendita: $140.000 (Garrett & JesseRay per Macy's)
- Concorrente eliminato: Tori Nichel

### Episodio 3
Titolo originale:Something for Everyone
In questa sfida i mentori aiutano gli stilisti nella creazione di modelli che si adattino a fisici diversi, sia per i magri sia per le persone in carne.
| Compratori        | Concorrenti | Concorrenti | Concorrenti | Concorrenti | Concorrenti | Concorrenti | Concorrenti | Concorrenti  | Concorrenti      | Concorrenti  |
| Compratori        | Team Nicole | Team Nicole | Team Nicole | Team John   | Team John   | Team John   | Team John   | Team Jessica | Team Jessica     | Team Jessica |
| Compratori        | Priscilla   | Johana      | Daniel      | Silvia      | Amber       | Cassandra   | Brandon     | Hunter       | Garrett JesseRay | David        |
| Macy's            | No offerte  | No offerte  | No offerte  | $80.000     | No offerte  | $100.000    | $80.000     | No offerte   | $50.000          | No offerte   |
| Saks Fifth Avenue | No offerte  | No offerte  | No offerte  | No offerte  | $55.000     | No offerte  | No offerte  | No offerte   | $55.000          | No offerte   |
| Express           | No offerte  | No offerte  | No offerte  | No offerte  | $50.000     | $110.000    | $75.000     | $60.000      | No offerte       | No offerte   |

- Miglior vendita: $110.000 (Cassandra per Express)
- Concorrente eliminato: David Appel

### Episodio 4
Titolo originale: It's Getting Hot in Here
I concorrenti devono lavorare in squadra per creare un look estivo per Macy's, Saks e Express. Ogni squadra aveva un tema su cui lavorare per creare il look. Il Team John ha scelto come tema "paradiso tropicale", il Team Jessica ha scelto "party in piscina" mentre il Team Nicole ha scelto "estate in città".
| Compratori        | Concorrenti | Concorrenti | Concorrenti | Concorrenti | Concorrenti | Concorrenti | Concorrenti | Concorrenti  | Concorrenti      | Concorrenti  |
| Compratori        | Team Nicole | Team Nicole | Team Nicole | Team John   | Team John   | Team John   | Team John   | Team Jessica | Team Jessica     | Team Jessica |
| Compratori        | Priscilla   | Johana      | Daniel      | Silvia      | Amber       | Cassandra   | Brandon     | Hunter       | Garrett JesseRay |              |
| Macy's            | No offerte  | $80,000     | No offerte  | $50,000     | No offerte  | No offerte  | No offerte  | $110,000     | $60,000          |              |
| Saks Fifth Avenue | No offerte  | $55,000     | No offerte  | $75,000     | No offerte  | $55,000     | No offerte  | $100,000     | $55,000          |              |
| Express           | No offerte  | $100,000    | No offerte  | No offerte  | No offerte  | $75,000     | $50,000     | No offerte   | No offerte       |              |

- Miglior vendita: $110.000 (Hunter perMacy's)
- Concorrente eliminato: Priscilla Barroso

### Episodio 5
Titolo originale: It Takes Two
Gli stilisti, divisi i coppie per questa sfida, devono realizzare due capi distinti, ma che insieme siano armonici, nonostante lo stile e il carattere dei due stilisti. La coppia con l'offerta più alta riceve l'immunità e accede direttamente alla puntata successiva.
| Compratori        | Concorrenti | Concorrenti | Concorrenti | Concorrenti | Concorrenti | Concorrenti | Concorrenti  | Concorrenti      | Concorrenti | Concorrenti |
| Compratori        | Team Nicole | Team Nicole | Team John   | Team John   | Team John   | Team John   | Team Jessica | Team Jessica     |             |             |
| Compratori        | Johana      | Daniel      | Silvia      | Amber       | Cassandra   | Brandon     | Hunter       | Garrett JesseRay |             |             |
| Macy's            | $120,000    | $50,000     | No offerte  | No offerte  | $70,000     | $50,000     | No offerte   | $50,000          |             |             |
| Saks Fifth Avenue | $175,000    | $180,000    | $70,000     | $150,000    | No offerte  | No offerte  | No offerte   | No offerte       |             |             |
| Express           | No offerte  | No offerte  | $100,000    | $50,000     | No offerte  | No offerte  | $55,000      | No offerte       |             |             |
| In squadra        | $355,000    | $355,000    | $250,000    | $250,000    | $120,000    | $120,000    | $105,000     | $105,000         |             |             |

- Miglior vendita: $180.000 (Daniel per Saks)
- Miglior vendita di squadra: (Daniel e Johana per Saks)
- Concorrente eliminato: Brandon Scott

### Episodio 6
Titolo originale: Buyer's Choice
In questa puntata i compratori aiutano tutti i concorrenti, dando loro dei consigli sulla realizzazione di nuovi modelli.
| Compratori        | Concorrenti | Concorrenti | Concorrenti | Concorrenti | Concorrenti | Concorrenti  | Concorrenti      | Concorrenti | Concorrenti | Concorrenti |
| Compratori        | Team Nicole | Team Nicole | Team John   | Team John   | Team John   | Team Jessica | Team Jessica     |             |             |             |
| Compratori        | Johana      | Daniel      | Silvia      | Amber       | Cassandra   | Hunter       | Garrett JesseRay |             |             |             |
| Macy's            | $165,000    | No offerte  | No offerte  | No offerte  | $175,000    | $200,000     | No offerte       |             |             |             |
| Saks Fifth Avenue | No offerte  | No offerte  | $200,000    | No offerte  | No offerte  | No offerte   | No offerte       |             |             |             |
| Express           | $160,000    | No offerte  | $55,000     | No offerte  | $150,000    | $175,000     | No offerte       |             |             |             |

- Miglior vendita: $200.000 (Hunter per Macy's e Silvia per Saks)
- Concorrente eliminato: Amber Perley

### Episodio 7
Titolo originale: Night Out on the Town
Gli stilisti rimasti devono lavorare insieme per proporre dei modelli per una nuova campagna fotografica per la FIAT. Le coppie devono sviluppare, per il servizio fotografico, il concetto di "una notte fuori in città". Entrambi i concorrenti della squadra vincente ricevono una macchina Fiat.
| Compratori        | Concorrenti | Concorrenti | Concorrenti | Concorrenti | Concorrenti  | Concorrenti      | Concorrenti | Concorrenti | Concorrenti | Concorrenti |
| Compratori        | Team Nicole | Team Nicole | Team John   | Team John   | Team Jessica | Team Jessica     |             |             |             |             |
| Compratori        | Johana      | Daniel      | Silvia      | Cassandra   | Hunter       | Garrett JesseRay |             |             |             |             |
| Macy's            | $50,000     | No offerte  | No offerte  | No offerte  | $60,000      | $60,000          |             |             |             |             |
| Saks Fifth Avenue | No offerte  | $155,000    | $70,000     | No offerte  | No offerte   | No offerte       |             |             |             |             |
| Express           | No offerte  | $175,000    | $175,000    | No offerte  | No offerte   | $65,000          |             |             |             |             |

- Miglior vendita: $175.000 (Daniel per Express e Silvia per Express)
- Vincitori della sfida: Johana e Daniel
- Concorrente eliminato: Johana Hernandez

### Episodio 8
Titolo originale: His and Hers
I concorrenti rimasti avevano il compito di realizzare due modelli maschili e due modelli femminili, che fossero tra di loro coordinati.
| Compratori        | Concorrenti  | Concorrenti  | Concorrenti  | Concorrenti  | Concorrenti     | Concorrenti     | Concorrenti  | Concorrenti  | Concorrenti            | Concorrenti            |
| Compratori        | Team Nicole  | Team Nicole  | Team John    | Team John    | Team John       | Team John       | Team Jessica | Team Jessica | Team Jessica           | Team Jessica           |
| Compratori        | Daniel (Lui) | Daniel (Lei) | Silvia (Lui) | Silvia (Lei) | Cassandra (Lui) | Cassandra (Lei) | Hunter (Lui) | Hunter (Lei) | Garrett JesseRay (Lui) | Garrett JesseRay (Lei) |
| Macy's            | No offerte   | No offerte   | No offerte   | No offerte   | No offerte      | $50,000         | No offerte   | No offerte   | No offerte             | $200,000               |
| Saks Fifth Avenue | No offerte   | No offerte   | No offerte   | $100,000     | No offerte      | No offerte      | No offerte   | No offerte   | No offerte             | $200,000               |
| Express           | $75,000      | $125,000     | No offerte   | No offerte   | $60,000         | No offerte      | No offerte   | No offerte   | No offerte             | $160,000               |

- Miglior vendita: $200.000 (Garrett & JesseRay per Macy's)
- Concorrente eliminato: Silvia Argüello

### Episodio 9
Titolo originale: Trending Now-and-Then
Per la sfida di questa puntata gli stilisti rimasti dovevano ricreare in chiave moderna degli stili del passato. Ogni stilista doveva creare due modelli.
| Compratori        | Concorrenti | Concorrenti | Concorrenti | Concorrenti | Concorrenti  | Concorrenti  | Concorrenti      | Concorrenti      | Concorrenti | Concorrenti |
| Compratori        | Team Nicole | Team Nicole | Team John   | Team John   | Team Jessica | Team Jessica | Team Jessica     | Team Jessica     |             |             |
| Compratori        | Daniel      | Daniel      | Cassandra   | Cassandra   | Hunter       | Hunter       | Garrett JesseRay | Garrett JesseRay |             |             |
| Macy's            | No offerte  | No offerte  | $50,000     | No offerte  | $60,000      | No offerte   | No offerte       | $70,000          |             |             |
| Saks Fifth Avenue | $50,000     | $75,000     | No offerte  | No offerte  | $200,000     | $200,000     | $55,000          | No offerte       |             |             |
| Express           | No offerte  | No offerte  | No offerte  | $50,000     | $50,000      | $200,000     | No offerte       | No offerte       |             |             |

- Miglior vendita: $200.000 (Hunter per Saks & per Express)
- Concorrente eliminato: Garrett & JesseRay

### Episodio 10
Titolo originale: Finale
I tre stilisti rimasti avevano il compito di creare una vendita in un punto vendita di ogni compratore. Lo stilista che avrebbe avesse saputo capire i bisogni di Macys, Express e Saks Fifth Avenue sarebbe stato incoronato "Fashion Star" e avrebbe vinto un contratto da 3 milioni di dollari per creare una linea da vendere presso i punti vendita di tutti e tre i compratori.